# Justizanstalt Hirtenberg

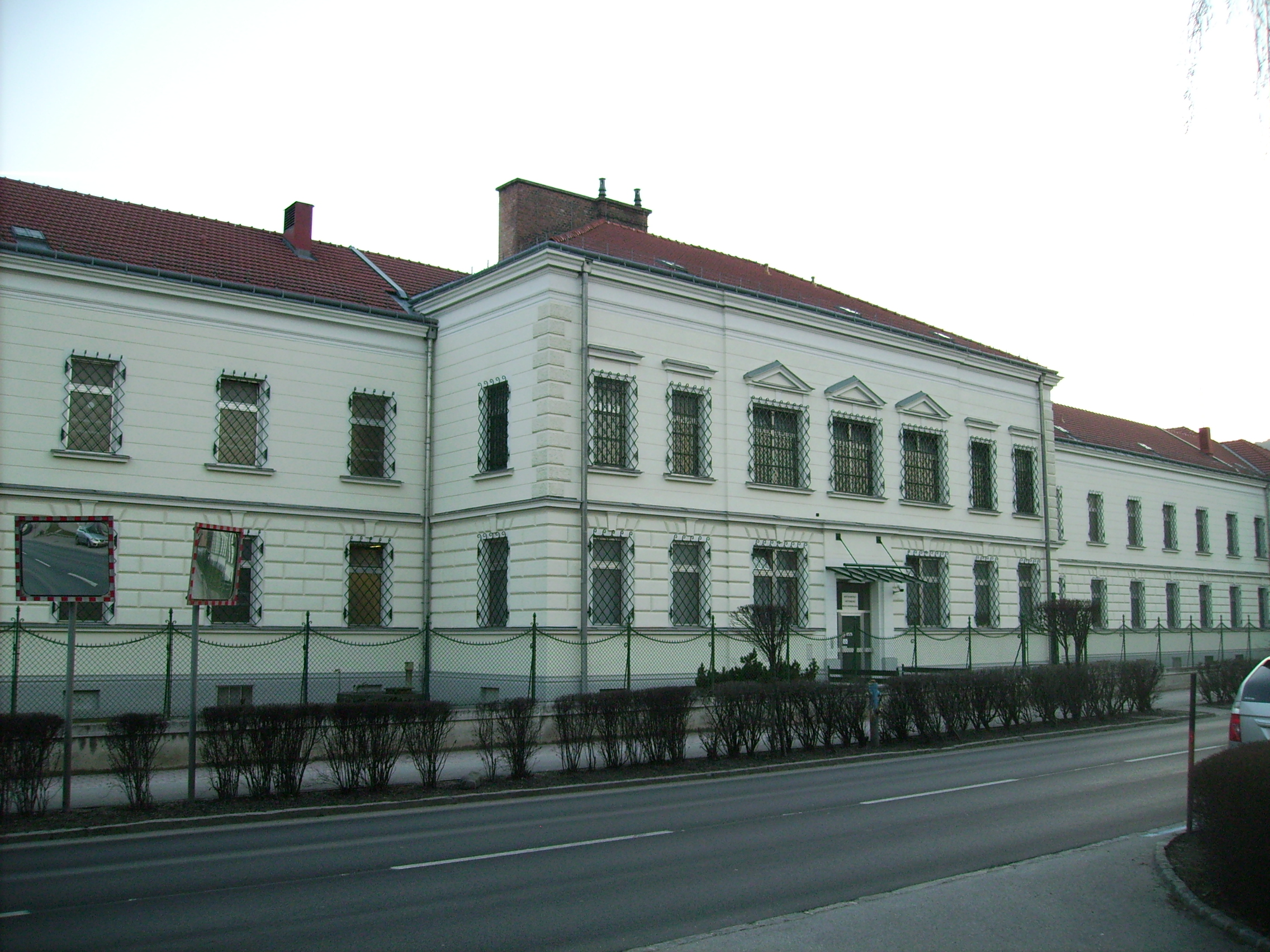
Frontansicht der Justizanstalt Hirtenberg

Die Justizanstalt Hirtenberg ist eine Strafvollzugsanstalt in Hirtenberg in Niederösterreich. Konzipiert ist die Justizanstalt für die Unterbringung von Straftätern, die eine Haftstrafe mit einer Gesamtdauer von über 18 Monaten bis zu lebenslangen Haftstrafen zu verbüßen haben. Damit ist das Gefängnis in Hirtenberg zuständig für den Vollzug von Freiheitsstrafen für mittelschwere bis schwere Straftaten. Entsprechend liegt auch der Schwerpunkt der Anstalt im Arbeitsdienst und der Resozialisierung der Gefangenen.
Gemeinsam mit einer Außenstelle in Münchendorf (Außenstelle Münchendorf I, nicht zu verwechseln mit der Außenstelle Münchendorf II, die der Justizanstalt Wien-Favoriten zugehörig ist), in der bis zu 48 Häftlinge im gelockerten Vollzug untergebracht werden können, verfügt die Justizanstalt über eine Kapazität von 423 Haftplätzen, von denen am Stichtag 30. August 2007 419 belegt waren. Die Anstalt gehört damit zu den größeren Justizanstalten in Österreich und ist mit einer Auslastung von 99,05 % etwa durchschnittlich belegt.

## Geschichte
Die Liegenschaft der Justizanstalt Hirtenberg, im Ursprung ein Eisenhammer, wurde ab 1839/40 für den Industriellen Eduard von Schickh zu einem Sommerwohnsitz bietenden Schlösschen umgebaut und befand sich von 1842 bis 1852 im Eigentum von Henriette Fürstin von Odescalchi geb. Gräfin Zichy-Ferraris (1800–1852), einer Schwägerin Fürst Metternichs, deren Sohn und Erbe Prinz Viktor von Odescalchi (1833–1880) sie 1854 dem k.k. Staatsärar verkaufte. Noch im selben Jahr wurde das Haus in eine (bis ca. 1875 bestehende) Fabrik zur Produktion von Schießbaumwolle umgewandelt und um diverse Baulichkeiten erweitert. Am 17. Dezember 1879 stellte das Reichskriegsministerium das nach seiner gewerblichen Nutzung renovierte Schlösschen dem K.u.k. Officierstöchter-Erziehungs-Institut Hernals als Ferienheim für dessen Zöglinge zur Verfügung.
Bis 1918 war hier das 1898 von Fischau, Niederösterreich, abgewanderte k.u.k. Officierswaiseninstitut untergebracht. Die Anlage wurde in jenen Jahren um das heute noch genutzte repräsentative Hauptgebäude ergänzt, und das Schlösschen im Park fand nur noch Verwendung als Isolierspital für Zöglinge. (Nach Abtragung 1972 wurde an seiner Stelle ein Zellentrakt der Justizanstalt erbaut.)
Im Jahr 1920 entstand auf dem Gelände ein Staatswaisenhaus, welches aber bereits 1929 in eine Bundesanstalt für erziehungsbedürftige Mädchen umgewandelt wurde. Mit der Machtergreifung der Nationalsozialisten in Österreich wurde diese Bundesanstalt 1938 in ein Anhaltelager für Frauen umgebaut.
Nach dem Ende des Zweiten Weltkriegs wurden in dem Gebäude russische Besatzungssoldaten untergebracht, in den Jahren von 1957 bis 1962 auch jugendliche Ungarnflüchtlinge.
Ab 1962 wurde das Gebäude erstmals als Gefängnis genutzt. Es diente als eine Außenstelle der Gefangenenhäuser I und II in Wien. Erst am 1. Januar 1974 wurde die Justizanstalt Hirtenberg zu einer selbstständigen Strafvollzugseinrichtung. Noch im selben Jahr wurde ihr die Außenstelle Münchendorf (I) als organisatorische Außenstelle angegliedert.
Im Dezember 2006 wurde eine eigene Betriebsfeuerwehr gegründet, um die schwierige Situation eingesperrter Personen im Brandfall besser handhaben zu können.